# Louis de Gruuthuse
Louis de Gruuthuse noto anche come Lewis de Bruges, Lord of Gruuthuse, Prince of Steenhuijs o ancora Loys, Louis de/of Gruuthuse o Lodewijk van Gruuthuuse (1422 circa – Bruges, 24 novembre 1492) è stato un nobile e militare fiammingo.

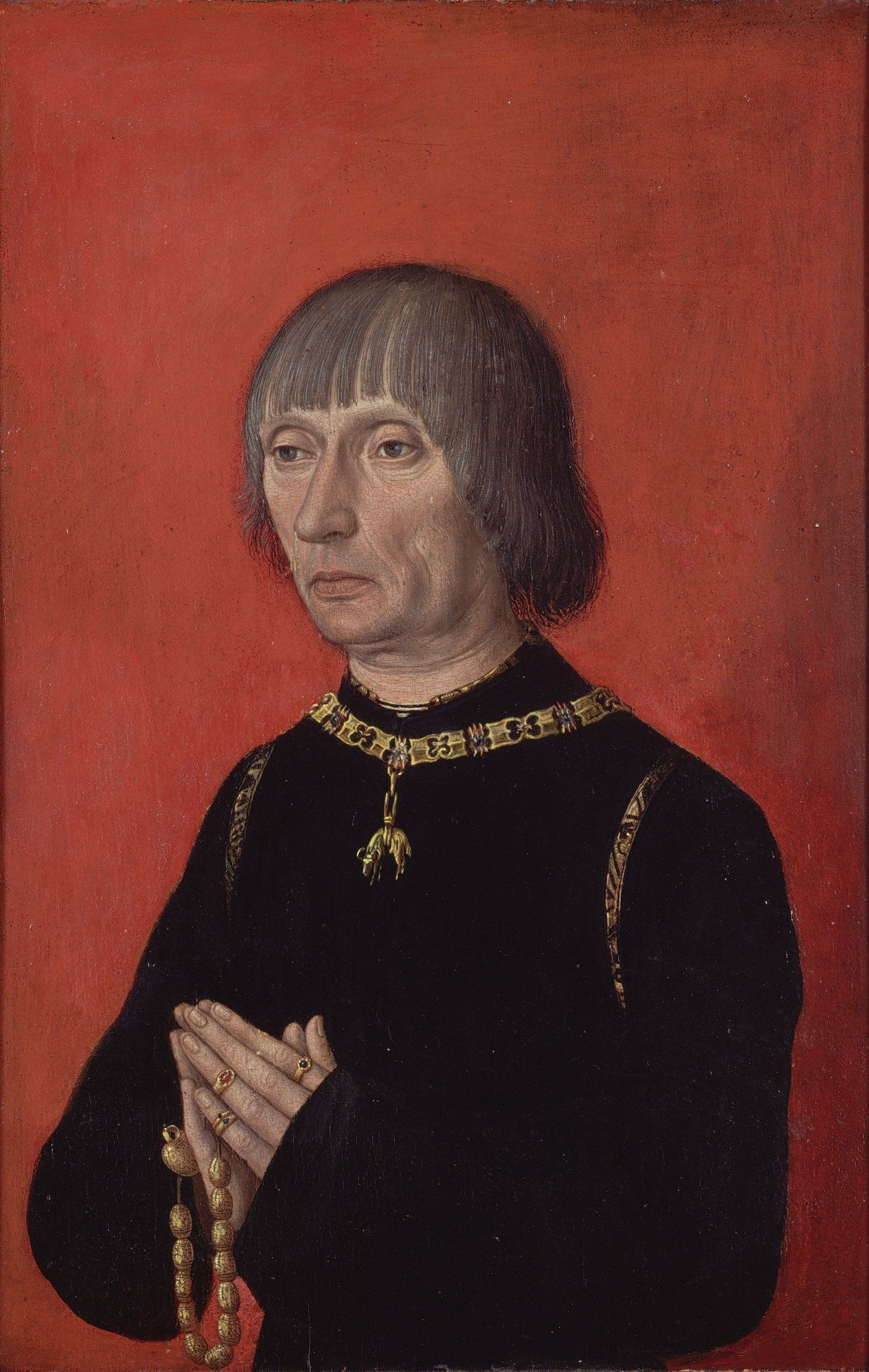
Louis de Gruuthuse, che indossa il collare dell'Ordine del Toson d'oro. Ritratto del Master of the princely portraits, Groeningemuseum, Bruges

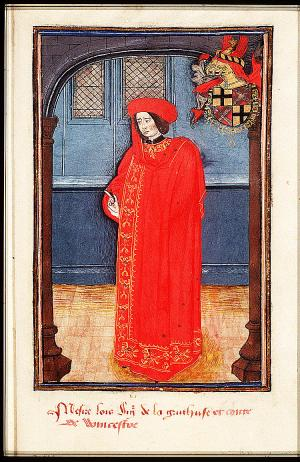
Miniatura con l'iscrizione Mesire Lois Sig(neu)r de la Gruuthuse et Comte de Wincestre, da un manoscritto del 1473 contenente lo statuto dell'Ordine del Toson d'oro

Nel 1472 venne insignito del titolo di Conte di Winchester da re Edoardo IV d'Inghilterra, e fu governatore di Olanda e Zelanda dal 1462 al 1477.

## Biografia
Nato nel o intorno al 1422 era il primogenito di Lord Jean IV di Bruges e Margriet di Steenhuyse, Lady di Avelghem. Il giovane Louis (Loys o Ludovicus) venne addestrato all'arte della guerra e abituato alla ricchezza e al lusso della corte del Conte delle Fiandre. Prese parte al torneo dell'Orso Bianco, tenuto ogni anno a Bruges, negli anni 1443, 1444, 1447, 1448 e 1450. Spesso vinse uno dei premi. Ciò attirò l'attenzione del Duca di Borgogna, del Conte delle Fiandre e di Filippo III di Borgogna (1396-1467), che fece di Louis il suo scudiero e servitore del vino, un titolo onorifico conferito solo a pochi uomini selezionati.
Come cortigiano seguì il duca nel suo ducato in espansione. Incontrandosi con i più importanti nobili e principi d'Europa, apprese l'arte della diplomazia e si assicurò il suo posto all'interno della corte di Borgogna. Il 19 aprile 1450 partecipò di nuovo al Torneo dell'Orso Bianco e di nuovo vinse uno dei premi.

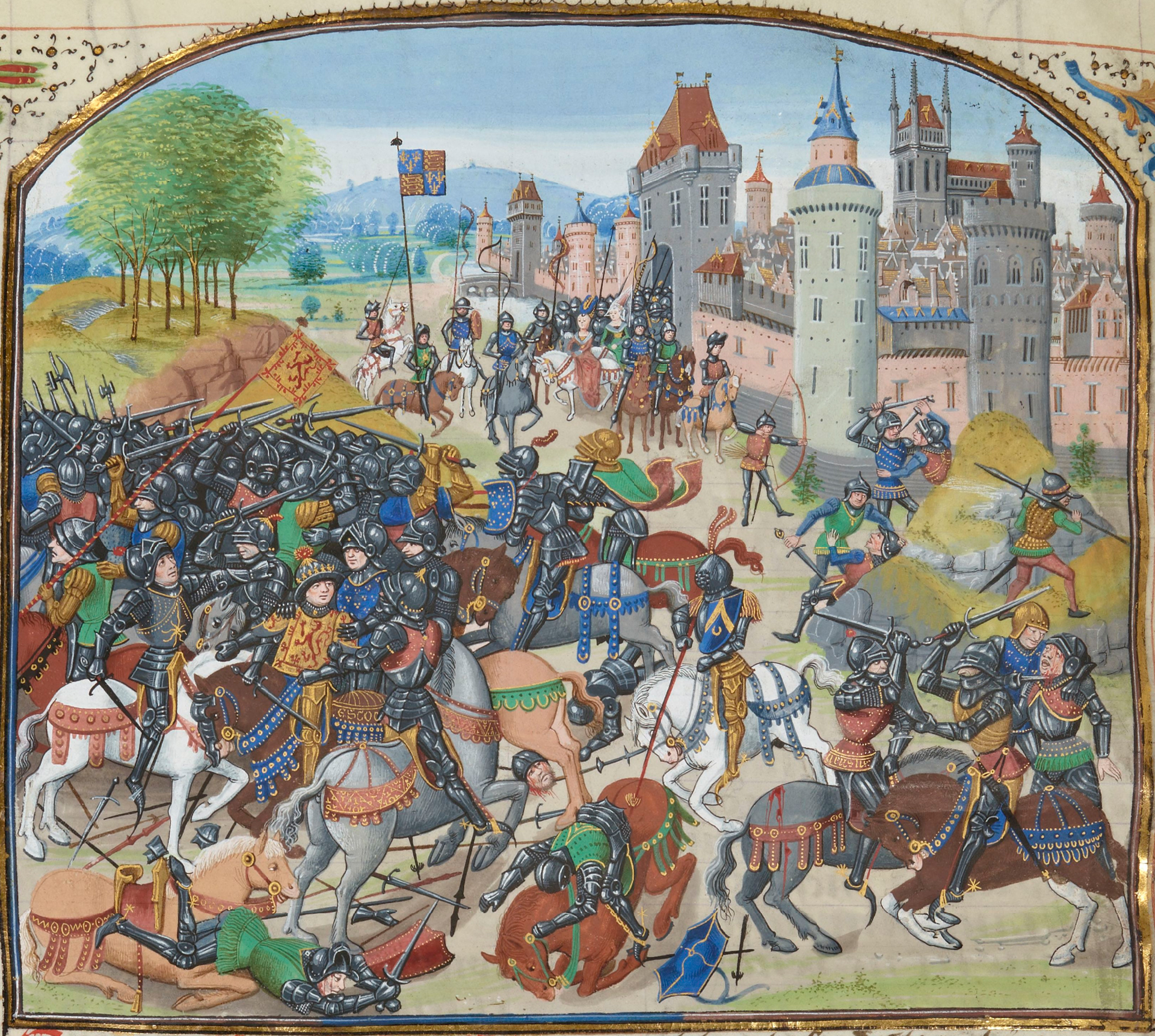
Battaglia di Neville's Cross manoscritto miniato da Cronache di Froissart, Bruges, anni 1470

Questo fu il suo ultimo torneo a Bruges, poiché era scoppiata una vera guerra. La crisi con la città di Gand sulla tassa sul sale aveva raggiunto il suo apice e la città aveva dichiarato guerra aperta a Filippo III. Durante questa guerra del sale fu nominato governatore di Bruges e dimostrò di essere un alleato coraggioso e leale del duca. Durante l'inverno del 1452-1453 la guerra del sale fece saltare le campagne delle Fiandre, così quando venne la primavera il duca radunò il suo esercito e si trasferì a Gand con Louis de Gruuthuse come uno dei suoi comandanti. Egli fu nominato cavaliere il 23 luglio 1453 sul campo di battaglia di Gavere e ottenne il comando della retroguardia. La battaglia fu un disastro per Gand. Il suo esercito venne sterminato e la Schelda divenne rossa di sangue. Louis temeva la devastazione di Gand e chiese al duca di risparmiare la città dal saccheggio. La risposta misericordiosa del duca fu: "Se distruggessi questa città, chi me ne costruirebbe una simile?"
Alla fila della guerra, Louis divenne un consigliere di fiducia e fu sufficientemente fidato da organizzare il matrimonio tra Carlo I di Borgogna, il figlio del duca, e Margherita di York, sorella di Edoardo IV d'Inghilterra. Nel 1454 fu presente alla Festa del fagiano a Lille. Nel 1455 sposò  Margaretha, signora di Borssele, della più importante famiglia nobile della Zelanda, imparentata con le famiglie reali scozzesi e francesi e con i duchi di Borgogna. Ebbero diversi figli e il loro primogenito, Jean V, nacque nel 1458.
Nel 1461 divenne cavaliere dell'Ordine del Toson d'oro. A quel punto aveva i titoli di "Siege (=lord) de Bruges", principe di Steenhuijse, lord di Avelghem, Haamstede, Oostkamp, Beveren, Thielt-ten-Hove e Spiere.
Tra il 1463 e il 1477 ricoprì la posizione di luogotenente generale (o statolder) a L'Aia, il più alto funzionario del duca nelle province di Olanda, Zelanda e Frisia (sebbene quest'ultima non fosse in quel momento parte dei territori della Borgogna). Durante l'inverno del 1470-1471, Gruuthuse ospitò il Re Edoardo IV, vittima della guerra delle due rose. In cambio, Edoardo, in seguito, diede a Gruuthuse il titolo ereditario di Conte di Winchester, un onore eccezionale per un non inglese.
Carlo de Charolais, poi noto come Carlo I di Borgogna (1433–1477), succedette a suo padre nel 1467 e Gruuthuse divenne il suo consigliere di fiducia. Dopo la morte prematura del duca sul campo di battaglia alle porte di Nancy, si occupò anche della figlia di Carlo, Maria di Borgogna. Grata per il suo sostegno nei momenti difficili dopo la morte di suo padre lo nominò ciambellano del suo giovane figlio Filippo. Maria morì all'età di 25 anni nel 1482 dopo una tragica caduta da cavallo e suo marito, l'ambizioso Massimiliano I d'Asburgo (1459-1519), presto si scontrò con la nobiltà delle città delle Fiandre mentre cercava di aumentare il suo potere a loro spese. Gruuthuse più di una volta entrò in serio conflitto con il padre del suo protetto, il ragazzo che sarebbe diventato il duca Filippo I d'Asburgo (il Bello) (1478-1506) e questo offuscò seriamente gli ultimi anni della sua vita. Louis de Gruuthuse morì il 24 novembre 1492 nel suo palazzo di Bruges. Si dice che un grande temporale imperversò sulla città al momento della sua sepoltura.

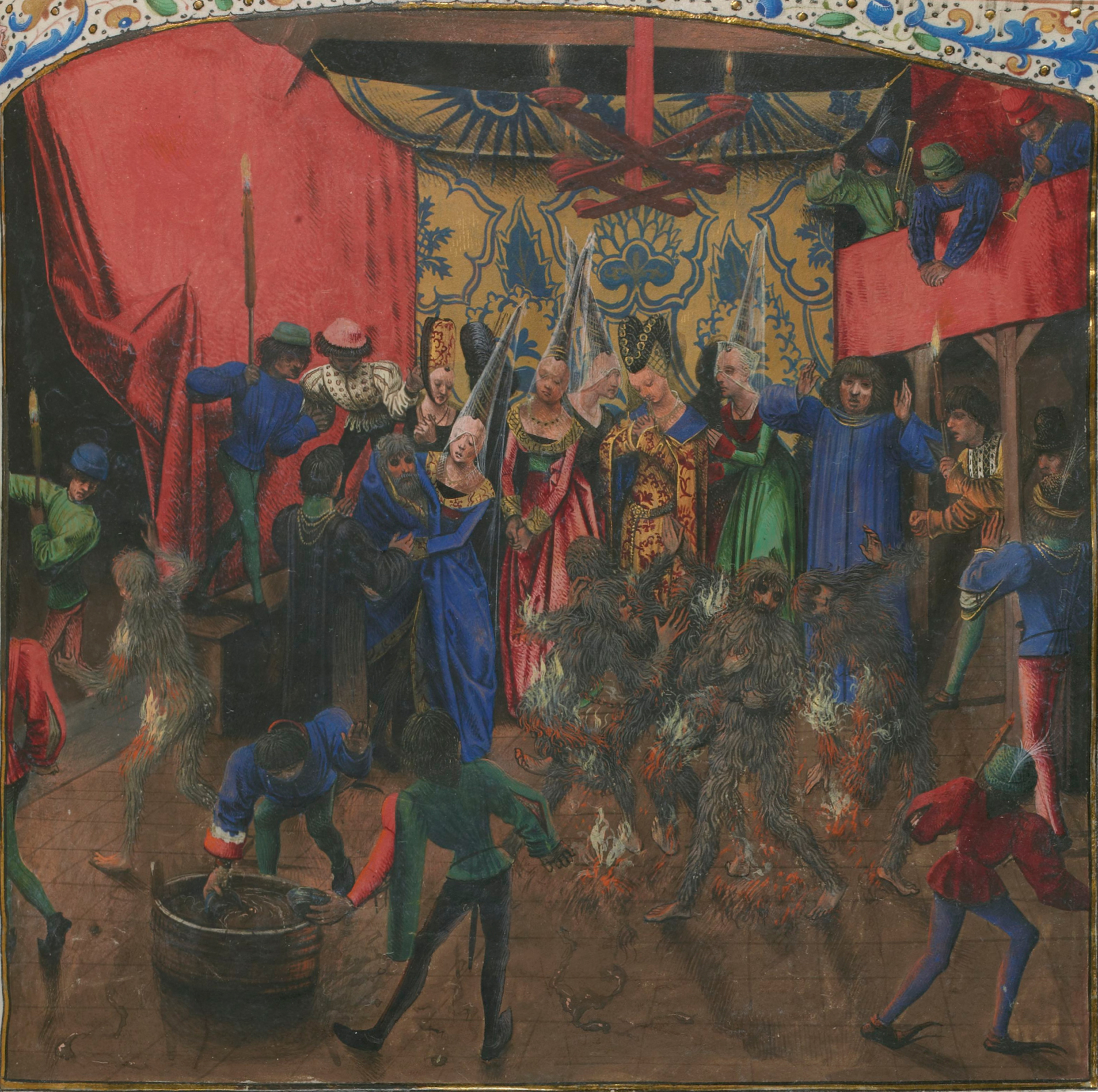
Il Ballo degli Ardenti del Maestro di Antonio di Borgogna, da Froissart su Louis de Gruuthuse, il suo manoscritto miniato più decorato.

Louis sembra sia stato il secondo più grande collezionista di miniature dell'epoca, dopo Filippo III, avendo acquistato manoscritti miniati dai migliori laboratori fiamminghi, quindi al loro apice del successo. Sembra che avesse avuto una collezione di libri per un totale di 190 volumi, per lo più di contenuto laico, di cui oltre la metà erano copie illustrate contemporanee. Ciò rese la sua collezione più grande del doppio rispetto a quella reale di manoscritti della British Library. Sembra che avesse fatto incorporare suoi ritratti in miniatura in diversi libri, come una figura supplementare indossando il collare del Toson d'oro, presenti solo nelle sue copie ma non in quelle simili delle stesse opere. Molti dei suoi volumi passarono al re Luigi XII di Francia e sono ora custoditi nella Biblioteca nazionale di Francia, compresi i quattro volumi di Jean Froissart Froissart de Louis de Gruuthuse che contengono 112 miniature dipinte dai più notoi miniatori di Bruges dell'epoca, e tra questi Loyset Liédet, al quale vengono attribuite le miniature dei primi due volumi. Quelle degli altri due volumi vennero realizzate da "Maestro di Antonio di Borgogna", maestro di Margherita di York e "Mastro del libro di preghiere di Dresda".
Il manoscritto Gruuthuse, contenente poesie vernacolari, rimase in possesso della noble famiglia van Caloen di Koolkerke, quartiere di Bruges, fino a quando non venne venduto alla Dutch Royal Library de L'Aia nel febbraio 2007. Un altro manoscitto, Penitence d'Adam del 1472, venne dedicato a lui dal famoso scriba e poi stampatore di Bruges, Colard Mansion.
Louis fu, in effetti, uno degli ultimi a commissionare nuovi manoscritti su tale scala. Probabilmente iniziò a collezionare libri alla fine del 1460, con molte delle sue principali commissioni risalenti al 1470. In alcuni casi, anche a partire da quel decennio, i titoli esistevano già in forma stampata, e alla fine della sua vita la maggior parte dei titoli poteva essere comprata stampata, e l'illustrazione fiamminga, specialmente di opere profane, era in profondo declino. Il crollo dello stato borgognone dopo la morte di Carlo peggiorò ulteriormente questa posizione, ed esiste documentazione mostrante che Louis permise a Edoardo IV d'Inghilterra di comprare un "Josephus" commissionato da lui al laboratorio, e lo incoraggiò a fare altri acquisti di manoscritti fiamminghi, probabilmente nel tentativo di mantenere un'industria in crisi.